# آزار و اذیت دقیانوس
آزار و اذیت دقیانوس یا آزار و اذیت دسیوس (انگلیسی: Decian persecution) آزار و شکنجه مسیحیان در سال ۲۵۰ پس از میلاد بود که در زمان امپراتور روم، دقیانوس (دسیوس) رخ داد. او فرمانی صادر کرده بود که به همه در امپراتوری روم دستور داده بود برای خدایان رومی و رفاه امپراتور قربانی انجام دهند. قربانی‌ها باید در حضور یک قاضی رومی انجام می‌شد و توسط یک گواهی امضا شده و شاهد از قاضی تأیید می‌شد. اگرچه متن فرمان گم شده‌است، اما نمونه‌های زیادی از گواهی‌ها باقی مانده‌است.